# Дисилицид триплутония
Дисилицид триплутония — бинарное неорганическое соединение
плутония и кремния
с формулой Pu3Si2,
серые кристаллы.

## Получение
- Сплавление стехиометрических количеств чистых веществ:

{\displaystyle {\mathsf {3Pu+2Si\ {\xrightarrow {1441^{o}C}}\ Pu_{3}Si_{2}}}}

## Физические свойства
Дисилицид триплутония образует серые кристаллы
тетрагональной сингонии,
пространственная группа P 4/mbm,
параметры ячейки a = 0,7483 нм, c = 0,4048 нм, Z = 2,
структура типа дисилицида триурана U3Si2
.
Соединение образуется по перитектической реакции при температуре 1441°С .
При температуре 16÷24 К в соединении происходит антиферромагнитный переход.